# The Storyteller (banda)
The Storyteller é uma banda de Power Metal melódico, formada em 1995 na Suécia.

## Membros

### Membros atuais
- L-G Persson - Vocal
- Fredrik Groth - Guitarra
- Martin Hjerpe - Bateria e Percussão
- Jacob Wennerqvist - Guitarra
- Johan Sohlberg - Baixo

### Ex-integrantes
Former musicians:
1995-1996 	Jocke Lundström - guitars
1995-1997 	Magnus Björk - vocals	
1996-1998 	Per Nilsson - guitars	
1997-1998 	Anders Östlin - bass, keyboards	
1998-1999 	Lasse Martinsen - guitars	
1999-2001 	Erik Gornostajev - guitars	
2001 	Pärka Kankanranta - guitars	
2004-2006 	Johan Sohlberg

## Discografia

### Álbuns
- The Storyteller (2000)
- Crossroad (2001,2002)
- Tales of a Holy Quest (2003)
- Underworld (2005)

### Singles
- Seed of Lies (2004)